# شبح اپرا (فیلم ۱۹۸۹)
شبح اپرا (انگلیسی: The Phantom of the Opera) یک فیلم ترسناک به کارگردانی دوایت اچ لیتل است که در سال ۱۹۸۹ منتشر شد. این فیلم بر پایهٔ رمان مشهورِ «شبح اپرا» اثر «گاستون لورو» ساخته شده‌است و نقش «شبح» را، بازیگرِ اصلیِ فیلمِ «کابوس در خیابان الم» یعنی رابرت انگلوند به عهده دارد. برخلافِ داستان اصلیِ رمان، وقایع فیلم به‌جای کاخ گارنیهٔ پاریس، در «تالار اپرای لندن» رخ می‌دهد و صورت «اریک» (شبح) بر اثر آتش سوخته‌است.
وبگاه راتن تومیتوز نمره نسبی ۳۸٪ را به این فیلم اختصاص داده‌است. فیلم در گیشه هم شکست خورد، به‌نحوی که در آمریکا، کمتر از ۴ میلیون دلار فروش داشت.

## بازیگران
- رابرت انگلوند
- بیل نای
- مالی شنون
- کتی مورفی
- جیل شولن
- رابین هانتر
- آلکس هاید-وایت
- استفنی لارنس
- اِما راسون
- ترنس هاروی
- نِی‌تان لوئیس
- پیتر کلفم
- یهودا افرونی
- ترنس بیسلی
- مارک رایان